# Section du Muséum
La section du Muséum était, sous la Révolution française, une section révolutionnaire parisienne.

## Représentants
Elle était représentée à la Commune de Paris par :
- Claude Antoine Deltroit, ancien meunier né à Pontoise en 1751 il est officier municipal à l’état civil et est guillotiné le 11 thermidor an II (29 juillet 1794). En juillet 1793 il demeurait 13, rue des Fossés-Saint-Germain-l'Auxerrois et en juillet 1794 21, quai de la Mégisserie.
- Jean-Baptiste Emmanuel Legendre, né à Paris en 1732 où 1733, était directeur des comptes à la Régie des postes, puis en 1794 agent national des postes. Il demeurait 20 où 51 rue de la Monnaie puis rue Coq-Héron  et fut guillotiné le 11 thermidor an II.
- Lumière, guillotiné en thermidor an II.
- Jean-Baptiste Edmond Lescot-Fleuriot, né à Bruxelles en 1761, guillotiné le 10 thermidor an II

## Historique
Cette section s’appela d’abord « section du Louvre ». En mai 1792, elle l’abandonna pour prendre celui de « section du Muséum ».

## Territoire
Quartier du Louvre - Saint-Germain-l’Auxerrois.

## Limites
Le bord de l’eau depuis le premier guichet du Louvre jusqu’au pont au Change : la rue de la Joaillerie, à gauche, en enclavant les boucheries : la rue Saint-Denis, à gauche, jusqu’à la rue Perrin-Gasselin : la rue Perrin-Gasselin à gauche : la place du Chevalier-du-Guet à gauche, la rue du Chevalier-du-Guet, à gauche, jusqu’à la rue des Lavandières : la rue des Lavandières, à gauche, jusqu’à la rue des Mauvaises-Paroles : la rue des Deux-Boules, des deux côtés, ainsi que le bout de la rue Bertin-Poirée : la rue Bétizy à gauche : la rue des Fossés-Saint-Germain, à gauche, jusqu’au bâtiment du Louvre : le corps du bâtiment du Louvre, à droite, sert de limite jusqu’à la rue de Beauvais : la rue de Beauvais, à gauche, jusqu’à la rue Froidmanteau : la rue Froid-Manteau, à gauche, depuis la rue de Beauvais jusqu’à la rivière.

## Intérieur
Le Vieux-Louvre, les rues du Petit-Bourbon, partie de celle de l’Arbre-Sec, le quai et place de l'École, la Samaritaine, le quai de la Mégisserie, le cloître Saint-Germain-l'Auxerrois, les rues des Prêtres, Baillet, de la Monnaie, la place des Trois-Maries, les rues Boucher, Thibautodé, Saint-Germain-l'Auxerrois, Bertin-Poirée, Jean-Lantier, etc. ; et généralement tous les rues, culs-de-sac, places, etc., enclavés dans cette limite.

## Local
La section du Muséum se réunissait dans l’église Saint-Germain-l’Auxerrois.

## Population
Cette section était une des plus riches et des plus populeuses sections de Paris. Elle comprenait 22 690 habitants, dont 1 095 ouvriers et 522 économiquement faibles.

## 9 Thermidor an II
Lors de la chute de Robespierre, la section du Muséum soutint la Convention nationale lors de l’insurrection anti-robespierriste du 9 thermidor an II (27 juillet 1794) malgré ses trois représentants qui prêtèrent serment à la Commune de Paris. Ils furent guillotinés le 11 thermidor an II (29 juillet 1794).

## Évolution
Après le regroupement par quatre des sections révolutionnaires par la loi du 19 vendémiaire an IV (11 octobre 1795) qui porte création de 12 arrondissements, la présente section est maintenue comme subdivision administrative, puis devient, par arrêté préfectoral du 10 mai 1811, le quartier du Louvre (4e arrondissement de Paris).